# Xã Spearville, Quận Ford, Kansas
Xã Spearville (tiếng Anh: Spearville Township) là một xã thuộc quận Ford, tiểu bang Kansas, Hoa Kỳ. Năm 2010, dân số của xã này là 1.104 người.